# 대한민국-조지아 관계
이 문서에서는 조지아와 대한민국의 관계를 서술한다.
대한민국과 조지아는 1992년 외교관계를 수립하였다. 러시아‒조지아 전쟁 이후 조지아가 국호를 그루지야에서 조지아로 변경하면서, 2010년부터 대한민국은 조지아라는 국호로 부르고 있다.
각국의 상주공관에 대해서는, 2011년 8월에 조지아 정부가 대한민국 서울특별시에 주한 조지아 대사관을 개설했고 2015년에는 주아제르바이잔 대한민국 대사관 산하 공관이었던 주조지아 대한민국 대사관 트빌리시 분관이 개설되었다. 2024년 11월에는 주조지아 대한민국 대사관 트빌리시 분관이 주조지아 대한민국 대사관으로 정식 승격되었다.

## 방한
- 2012년 미헤일 사카슈빌리 조지아 대통령 방한
- 2016년 우수파쉬빌리 국회의장 방한
- 2019년 코불리아 경제지속성장부 장관

## 조지아 방문
- 2016년 정의화 국회의장
- 2019년 문희상 국회의장
- 2022년 8월 서병수 대통령 특사[2]

## 같이 보기
- 대한민국의 대외 관계
- 조지아의 대외 관계